# Лука-Мелешківська сільська рада
| Лука-Мелешківська сільська рада — колишній орган місцевого самоврядування у Вінницькому районі Вінницької області з адміністративним центром у c. Лука-Мелешківська. Сільській раді підпорядковані населені пункти: - c. Лука-Мелешківська - с. Прибузьке - с. Тютьки |

## Склад ради
Рада складалася з 30 депутатів та голови.

## Керівний склад сільської ради
| ПІБ                       | Основні відомості                                                 | Дата обрання | Дата звільнення |
| ------------------------- | ----------------------------------------------------------------- | ------------ | --------------- |
| Скрипнюк Василь Іванович  | Сільський голова, 1952 року народження, освіта                    | 26.03.2006   | 31.10.2010      |
| Сич Володимир Миколайович | Сільський голова, 1960 року народження, освіта вища, безпартійний | 31.10.2010   |                 |

Примітка: таблиця складена за даними джерела